# Arcadian – Sie kommen in der Nacht
Arcadian – Sie kommen in der Nacht ist ein Endzeitfilm von Ben Brewer. Die Premiere des in einer dystopischen Welt spielenden Films mit Nicolas Cage als Vater und Jaeden Martell und Maxwell Jenkins als dessen Söhne in den Hauptrollen erfolgte im März 2024 beim South by Southwest Film Festival. Im April 2024 kam der Film in die US-Kinos.

## Handlung
Nachdem ein katastrophales Ereignis die Welt weitgehend entvölkert hat, müssen Paul und seine beiden Söhne Thomas und Joseph in ihrer dystopischen Umgebung überleben. Gleichzeitig werden sie jede Nacht aufs Neue von mysteriösen Kreaturen bedroht. Sie vernageln dann alle Fenster und Türen und ziehen sich in eines der oberen Stockwerke zurück. Eines Tages kommt Thomas nicht rechtzeitig von einem Besuch bei seinem Schwarm, dem Bauernmädchen Charlotte Rose, das in der Nähe wohnt, nach Hause. Der Junge ist auf dem Heimweg im Wald gestürzt.
Paul beschließt, unter Einsatz seines Lebens die Sicherheit ihrer befestigten Farm zu verlassen, um Thomas zu finden, bevor die Kreaturen erscheinen. Gerade als er seinen Jungen in einer Höhle findet, wird Paul von den Kreaturen angegriffen und beinahe getötet. Joseph ist zurückgeblieben und muss sich alleine gegen die Kreaturen verteidigen, als die Nacht anbricht.
Paul und Thomas verbringen die Zeit bis zum Sonnenaufgang in der Höhle. Als später in der Nacht mehrere Kreaturen durch die Felsen unterhalb der Höhle auf sie zukommen, zündet Paul eine Fackel an. Beim Versuch die Fackel nach unten zu werfen, bleibt seine Hand in einem Felsspalt stecken. Als die Fackel dann in seiner Hand explodiert, tötet sie die Kreaturen und lässt die Höhle einstürzen.
Währenddessen benutzt Joseph, allein zu Hause, sich selbst als Köder und fängt eines der Tiere, um es später zu untersuchen. Am Morgen fährt er mit der Kutsche, findet Thomas und Paul, der schwer verletzt und bewusstlos ist, und bringt beide nach Hause. Thomas besteht darauf, dass sie ihren Vater zur Rose-Farm bringen, da dort eine bessere Versorgung gewährleistet werden könne und Paul ohne Medikamente nicht überleben würde. Sie kommen auf der Farm an, und Mr. Rose und seine Frau erklären, dass sie keine Medikamente entbehren können, um ihm zu helfen, sind aber bereit, Thomas bleiben zu lassen. Joseph und Thomas geraten in Streit, und Joseph kehrt mit Paul nach Hause zurück, während Thomas auf der Farm bleibt.
Thomas wird von Charlotte auf der Suche nach Medikamenten für seinen Vater erwischt. Er überredet sie, ihm den Aufbewahrungsort zu zeigen und verspricht, zurückzukehren. Doch als er versucht, sich nach Hause zu schleichen, wird er am Tor von einem Knecht aufgehalten und mit vorgehaltener Waffe bedroht. Er hält ihn für einen Plünderer. Er und die anderen Knechte halten Thomas fest und drohen, ihn für seinen Diebstahl zu bestrafen.
Zu Hause entdeckt Joseph ein großes Loch unter den Dielen und erkennt, dass die Kreaturen unter dem Haus gegraben haben, um hineinzukommen. Auf der Rose-Farm greifen sie durch ein ähnliches Loch unter dem Boden an und töten alle außer Thomas und Charlotte, die auf Pauls Farm fliehen. Dort erlangt Paul sein Bewusstsein zurück und schlägt eine Vorgehensweise im Kampf gegen die Kreaturen vor. Joseph beginnt, eine Falle zu basteln und plant, mehrere Gallonen Treibstoff als improvisierte Brandbombe zu zünden. Um den Brüdern und Charlotte mehr Zeit zu geben, sich in Sicherheit zu bringen, schließt Paul die Tür hinter ihnen ab und hält die Kreaturen auf Abstand, bis die Bombe explodiert und er dabei sein Leben verliert.
Am nächsten Tag begräbt Charlotte ihre Eltern. Sie schließt sich Joseph und Thomas an, und das Trio macht sich auf den Weg, um auf den anderen Farmen in der Gegend nach möglichen Überlebenden zu suchen.

## Produktion

### Regie und Drehbuch
Regie führte Benjamin Brewer. Zu seinen früheren Regiearbeiten gehört der Thriller The Trust. Zudem war als einer der Hauptverantwortlichen für die visuellen Effekte bei Everything Everywhere All at Once von Daniel Kwan und Daniel Scheinert tätig. Auch bei Arcadian – Sie kommen in der Nacht übernahm er diese Tätigkeit. Das Drehbuch schrieb Mike Nilon.

### Besetzung und Dreharbeiten
Jaeden Martell spielt Joseph und Maxwell Jenkins seinen Zwillingsbruder Thomas. Nicolas Cage, der bereits in The Trust in der Hauptrolle zu sehen war, spielt Paul, den Vater der beiden Jungen. Sadie Soverall spielt Thomas’ Schwarm Charlotte Rose und Joe Dixon und Samantha Coughlan deren Eltern Mr. und Mrs. Rose.
Die Dreharbeiten fanden in Dublin statt und wurden im Februar 2023 beendet. Als Kameramann fungierte Frank Mobilio.

### Marketing und Veröffentlichung
Die Weltpremiere des Films fand am 11. März 2024 beim South by Southwest Film Festival statt, wo er in der Sektion Narrative Spotlight gezeigt wurde. Im Vorfeld sicherte sich RLJE Films die Rechte. Kurz vor der Premiere wurde der erste Trailer vorgestellt. Anfang April 2024 wurde Arcadian beim Overlook Film Festival gezeigt. Am 12. April 2024 kam der Film in die US-Kinos. Im Juli 2024 wurde Arcadian beim Bucheon International Fantastic Film Festival vorgestellt. Anfang Oktober 2024 wurde der Film beim Sitges Film Festival gezeigt. In Deutschland wurde der Film am 10. Oktober digital und am 24. Oktober 2024 auf DVD und Blu-ray im Verleih von Capelight veröffentlicht.

## Synchronisation
Die deutsche Synchronisation des Films übernahm die Think Global Media GmbH in Düsseldorf, nach einem Dialogbuch von Karin Rettinghaus und unter der Dialogregie von Charles Rettinghaus.
| Rolle     | Schauspieler    | Synchronsprecher       |
| --------- | --------------- | ---------------------- |
| Paul      | Nicolas Cage    | Martin Keßler          |
| Thomas    | Maxwell Jenkins | Leonard Rosemann       |
| Joseph    | Jaeden Martell  | Oliver Szerkus         |
| Charlotte | Sadie Soverall  | Lena-Marie Rettinghaus |

## Rezeption

### Kritiken
Von den bei Rotten Tomatoes aufgeführten Kritiken sind 78 Prozent positiv. Bei Metacritic erhielt der Film einen Metascore von 60 von 100 möglichen Punkten.

### Auszeichnungen
South by Southwest Film Festival 2024
- Nominierung für den Publikumspreis in der Sektion Narrative Spotlight (Benjamin Brewer)[15]